# Cinco Villas (municipio)
Cinco Villas o Cinco-villas fue un antiguo municipio de la provincia de Madrid (España) que desapareció en 1850[cita requerida] al ser anexado por el municipio de Mangirón. Cinco Villas tenía 109 habitantes según el censo de 1842.
La actual localidad de Cincovillas en el municipio de Puentes Viejas era la sede del Ayuntamiento.
- Datos: Q5769409